# الكسندر فريتز
الكسندر فريتز (بالألمانية: Alexander Fritz)‏ هو لاعب شطرنج ألماني، ولد في 15 يناير 1857 في Kirchlotheim ‏ في ألمانيا، وتوفي في 22 أبريل 1932 في آلسفلد في ألمانيا.

## وصلات خارجية
- الكسندر فريتز على موقع مباريات الشطرنج (الإنجليزية)
- الكسندر فريتز على موقع 365Chess.com (الإنجليزية)
- الكسندر فريتز على موقع Chesstempo.com (الإنجليزية)